# Irlands damlandslag i ishockey
Irlands damlandslag i ishockey representerar Irland i ishockey på damsidan och kontrolleras av det irländska ishockeyförbundet.

## Historik
Laget spelade sin första match den 13 april 2011 under världsmästerskapets Division V tournament held in Sofia, Bulgarien. Man mötte Bulgarien, Polen, Spanien och Turkiet. I första matchen mötte man Polen och förlorade med hela 0-23. Irländska förlorade även övriga tre matcher, och slutade sist i gruppen.

### Fotnoter
1. 1 2 3  ”Ireland Women All Time Results”. National Teams of Ice Hockey. Arkiverad från originalet den 14 juli 2011. https://web.archive.org/web/20110714160332/http://www.nationalteamsoficehockey.com/uploads/Ireland_Women_All_Tiem_Results.pdf. Läst 26 april 2011.
2. ↑  ”2011 IIHF World Women's Championships Div. V”. International Ice Hockey Federation. http://www.iihf.com/channels1011/ww-v. Läst 26 april 2011.